# Tapisciovité
Tapisciovité (Tapisciaceae) je malá čeleď vyšších dvouděložných rostlin z řádu Huerteales. Jsou to stromy a keře se střídavými zpeřenými listy a drobnými pětičetnými květy v hroznovitých či latovitých květenstvích. Plodem je bobule nebo peckovice. Čeleď zahrnuje pouze 5 až 7 druhů ve 2 rodech a je rozšířena v horských lesích v Číně, severním Vietnamu a v tropické Americe. V minulosti byly oba rody součástí čeledi klokočovité.

## Popis
Zástupci čeledi tapisciovité jsou nevelké stromy a keře se střídavými, lichozpeřenými nebo trojčetnými, řapíkatými listy s palisty či bez palistů. [[[čepel listová|Čepele]] listů jsou na okraji pilovité.
Květy jsou drobné, pravidelné, pětičetné, v hroznech nebo latách. Kalich je srostlý v krátkou až dlouhou trubku, korunní lístky jsou volné. Tyčinek je 5, jsou volné, postavené naproti kališním lístkům. Semeník je svrchní, s jedinou komůrkou, případně neúplně rozdělený do 2 komůrek. Čnělka je jediná. V každém plodolistu jsou 1 až 2 vajíčka. Plodem je bobule nebo peckovice.

## Rozšíření
Čeleď zahrnuje 5 až 7 druhů ve 2 rodech. V rámci rodu tapiscie je v některých zdrojích uváděn jediný druh, tapiscie čínská, zatímco v jiných jsou uváděny 2 nebo i 3 druhy. Rod je rozšířen v jižní a jihovýchodní Číně a severním Vietnamu, kde tvoří složku stálezelených a širokolistých opadavých smíšených lesů v nadmořských výškách 500 až 2500 metrů. Rod Huertea zahrnuje 4 druhy a je rozšířen na Karibských ostrovech, ve Střední Americe od Hondurasu na jih a jihoamerických Andách od Venezuely a Kolumbie po Peru. Zástupci rodu rostou v Jižní Americe nejčastěji ve vlhkých horských lesích v nadmořských výškách kolem 3000 metrů a v některých oblastech tvoří běžnou složku vegetace.

## Taxonomie
Oba rody byly po dlouhou dobu součástí čeledi klokočovité (Staphyleaceae). V systémech APG I a APG II je čeleď Tapisciaceae ponechána nezařazená v rámci větve zvané Eurosids II. V systému APG III se objevuje v nově zavedeném řádu Huerteales.

## Zástupci
- tapiscie (Tapiscia)[6]

## Přehled rodů
Huertea, Tapiscia